# Henry Macintosh
Henry Maitland Macintosh (Kelso, Scottish Borders, 10 de juny de 1892 – Albert, Somme, 26 de juliol de 1918) va ser un atleta escocès que va competir a començaments del segle xx. És conegut per haver guanyat una medalla d'or als Jocs Olímpics de 1912.
Nacut a Kelso, estudià al Glenalmond College i al Corpus Christi College de la Universitat de Cambridge. El 1912 va prendre part en els Jocs Olímpics d'Estocolm, on disputà tres proves del programa d'atletisme. En els 100 metres quedà eliminat en la primera sèrie i en els 200 no finalitzà la semifinal. Com a segon rellevista de la prova dels 4×100 metres relleus guanyà la medalla d'or. En aquesta prova es van veure beneficiats per la desqualificació de l'equip estatunidenc en semifinals i de l'alemany en la final per haver lliurat malament el testimoni.
El 1913 fou elegit president del Cambridge University Athletics Club, guanyà el campionat escocès i igualà el rècord britànic de les 100 iardes. Va disputar la darrera competició el 1914 i posteriorment marxà a Sud-àfrica. Poc després de l'inici de la Primera Guerra Mundial fou enviat a l'Argyll and Sutherland Highlanders. Va morir, sent capità, als 26 anys, de les ferides sofertes durant la Segona Batalla del Somme. Va ser enterrat al cementiri nacional de Senlis.